# Agaricomycetes
Agaricomycetes, razred gljiva u diviziji Basidiomycota. Pripadaju mu većina gljiva koje se mogu sresti u šetnji prirodom, a pripada mu preko 36.400 vrsta unutar 22 imenovana reda i 55 rodova koji još nisu uključene ni u jednu postojeću porodicu ili red

## Podjela
1. Ordo Agaricales • 23,225 žive spp
2. Ordo Amylocorticiales • 46 žive spp
3. Ordo Atheliales • 110 žive spp
4. Ordo Auriculariales • 288 žive spp
5. Ordo Boletales • 2,173 žive spp
6. Ordo Cantharellales • 750 žive spp
7. Ordo Corticiales • 248 žive spp
8. Ordo Geastrales • 115 žive spp
9. Ordo Gloeophyllales • 42 žive spp
10. Ordo Gomphales • 488 žive spp
11. Ordo Hymenochaetales • 1,019 žive spp
12. Ordo Hysterangiales • 145 žive spp
13. Ordo Jaapiales • 2 žive spp
14. Ordo Lepidostromatales • 5 žive spp
15. Ordo Phallales • 172 žive spp
16. Ordo Polyporales • 3,553 žive spp
17. Ordo Russulales • 3,137 žive spp
18. Ordo Sebacinales • 93 žive spp
19. Ordo Stereopsidales • 17 žive spp
20. Ordo Thelephorales • 356 žive spp
21. Ordo Trechisporales • 114 žive spp
22. Ordo Tremellodendropsidales • 7 žive spp
23. Genus Akenomyces • 1 žive spp
24. Genus Aldridgea • 1 žive spp
25. Genus Alloclavaria • 1 žive spp
26. Genus Anixia • 1 žive spp
27. Genus Arthrodochium • 1 žive spp
28. Genus Arualis • 1 žive spp
29. Genus Atraporiella • 1 žive spp
30. Genus Blasiphalia • 1 žive spp
31. Genus Bridgeoporus • 1 žive spp
32. Genus Cenangiomyces • 1 žive spp
33. Genus Ceraceopsis • 1 žive spp
34. Genus Contumyces • 3 žive spp
35. Genus Cora • 89 žive spp
36. Genus Corella • 1 žive spp
37. Genus Corticomyces • 1 žive spp
38. Genus Cotylidia • 12 žive spp
39. Genus Cruciger • 1 žive spp
40. Genus Cyphellostereum • 6 žive spp
41. Genus Dendrosporomyces • 2 žive spp
42. Genus Dictyonema • 30 žive spp
43. Genus Ellula • 1 žive spp
44. Genus Fibulochlamys • 2 žive spp
45. Genus Fibulocoela • 1 žive spp
46. Genus Fibulotaeniella • 1 žive spp
47. Genus Geotrichopsis • 1 žive spp
48. Genus Gloeosynnema • 2 žive spp
49. Genus Glomerulomyces • 1 žive spp
50. Genus Glutinoagger • 1 žive spp
51. Genus Grandinia • 6 žive spp
52. Genus Hypolyssus • 1 žive spp
53. Genus Intextomyces • 4 žive spp
54. Genus Korupella • 1 žive spp
55. Genus Loreleia • 3 žive spp
56. Genus Minostroscyta • 1 žive spp
57. Genus Mylittopsis • 1 žive spp
58. Genus Myriococcum • 2 žive spp
59. Genus Odonticium • 10 žive spp
60. Genus Oxyporus • 34 žive spp
61. Genus Pagidospora • 1 žive spp
62. Genus Peniophorella • 27 žive spp
63. Genus Phlyctibasidium • 1 žive spp
64. Genus Pseudasterodon • 12 žive spp
65. Genus Pycnovellomyces • 1 žive spp
66. Genus Resinicium • 16 žive spp
67. Genus Riessia • 5 žive spp
68. Genus Riessiella • 2 žive spp
69. Genus Skvortzovia • 1 žive spp
70. Genus Taiwanoporia • 2 žive spp
71. Genus Timgrovea • 2 žive spp
72. Genus Titaeella • 1 žive spp
73. Genus Trechinothus • 1 žive spp
74. Genus Tricladiomyces • 1 žive spp
75. Genus Trimitiella • 1 žive spp
76. Genus Tubulicrinopsis • 4 žive spp
77. Genus Xenosoma • 1 žive spp